# Fumi Eban
Fumi Eban (jap. えばん ふみ, Eban Fumi; * 19. September in der Präfektur Fukuoka, Japan) ist eine japanische Manga-Zeichnerin.
Ihr Debüt machte sie 2005 mit Shunpuu Fukushima im Ribon Bikkuri.

## Werke
- Kigi no Yukue, 2007
- 3-gatsu no Yume, 2007
- Sture kleine Nayu (Dakedo, Amanojaku), 2010
- Blue Friend, Chapter 1-8, 2006, ISBN 3-8420-0303-X, ISBN 978-3-8420-0303-3
- Blue Friend: 2nd Season, 2011, Chapter 7-8, ISBN 3-8420-0303-X, ISBN 978-3-8420-0303-3